# Neubaulokomotive

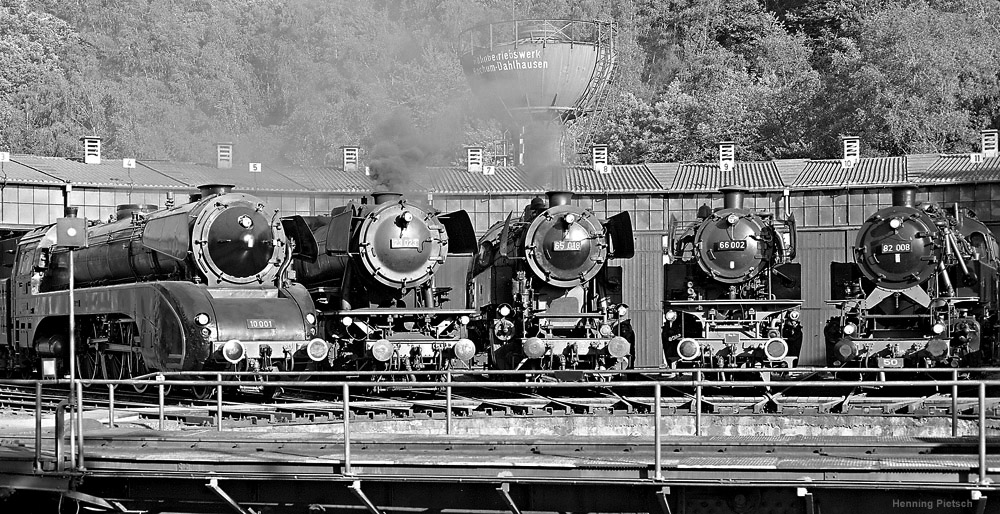
Vertegenwoordigers van alle vijf typen DB-Neubaulokomotiven.

De term Neubaulokomotive komt uit een conceptplan voor de bouw van een aantal nieuwe series stoomlocs voor zowel de Deutsche Bundesbahn als de Oost-Duitse Deutsche Reichsbahn. Bij de DR was er ook een uitgebreid plan om bestaande series te moderniseren, de zogenaamde Rekoloks.
De series zouden oudere locseries van de Länderbahnen moeten vervangen.
De locs hebben een aantal kenmerken overeen, dat geldt zeker voor de stoomlocs van de DB. Alle locs hebben volledig gelaste hoogrendementketels een gelast barframe met een mengvoorverwarmer en een modern gesloten machinistenhuis.
De volgende series werden gebouwd:

## Deutsche Bundesbahn
- DB Baureihe 10, voor sneltreinen.
- DB Baureihe 23, voor personentreinen.
- DB Baureihe 65, tenderloc voor personen- en goederentreinen.
- DB Baureihe 66, tenderloc voor lichte personentreinen.
- DB Baureihe 82, tenderloc voor lichte goederentreinen en rangeerdiensten.

## Deutsche Reichsbahn
- DR Baureihe 23.10, voor personentreinen (later vernummerd in de serie 35).
- DR Baureihe 65.10, tenderloc voor personentreinen en goederentreinen.
- DR Baureihe 83.10, tenderloc voor goederentreinen.
- DR-Baureihe 50.40, verdere ontwikkeling van de DRG Baureihe 50.
- DR Baureihe 99.23-24, tenderloc voor 1000 mm smalspoor.
- DR Baureihe 99.77-79, tenderloc voor 750 mm smalspoor.